# Alphaville, une étrange aventure de Lemmy Caution
Alphaville, une étrange aventure de Lemmy Caution is een Frans-Italiaanse sciencefictionfilm uit 1965 onder regie van Jean-Luc Godard. Hij won met deze film de Gouden Beer op het filmfestival van Berlijn.

## Verhaal
Geheim agent Lemmy Caution wordt naar de toekomststad Alphaville gestuurd om een gevangengenomen geleerde te redden van een elektronisch brein. Zijn karakter botst er met de lokale wetgeving, die individualisme en liefde verbiedt.

## Rolverdeling
| Acteur            | Personage         |
| ----------------- | ----------------- |
| Eddie Constantine | Lemmy Caution     |
| Anna Karina       | Natacha von Braun |
| Akim Tamiroff     | Henri Dickson     |